# Hanse-Viertel
De Hanse-Viertel is een winkelgalerij in de binnenstad van Hamburg, tussen de Poststrasse en de Große Bleichen. Het werd geopend op 14 november 1980 en biedt op 9000 m² ruimte aan 60 winkels. De opdrachtgeverklant en eigenaar was Allianz Lebensversicherungs-AG, die het pand in augustus 2018 verkocht aan de Amerikaanse CBRE-groep. Het gebouwencomplex omvat ook een hotel, kantoren, appartementen en een parkeergarage en telt in totaal 45.000 m².
De winkelgalerij wordt beschouwd als een belangrijk voorbeeld van het  postmodernisme. De architectuur is gebaseerd op de baksteentraditie van Hamburg en, in tegenstelling tot andere moderne winkelcentra, op klassieke zaken- en galerijgebouwen zoals de Mellinpassage in de Alsterarkaden. De Hanse-Viertel staat sinds januari 2018 op de monumentenlijst. Er waren sloopplannen voor het gebied, wat leidde tot publieke protesten.

## Geschiedenis
Het pannenbier voor de Hanse-Viertel werd geschonken op 27 juni 1980. De opening vond plaats op de 14 november 1980 na een bouwperiode van twee en een half jaar. Een jaar later werd het hotel opgeleverd, gevolgd door de parkeergarage in 1983. Volgens de Kamer van Koophandel van Hamburg bedroeg het aantal passanten in 1983 ongeveer 20.000 per dag.
In november 2017 werd bekend dat de Hanse-Viertel zou worden afgebroken in de komende jaren omdat het economisch niet meer levensvatbaar zou zijn. Er werd een nieuw veel hoger complex gepland met winkels, kantoren en circa 100 woningen, waaronder circa 30 sociale woningen. De monumentenstatus kan de sloop echter voorkomen.

## Architectuur

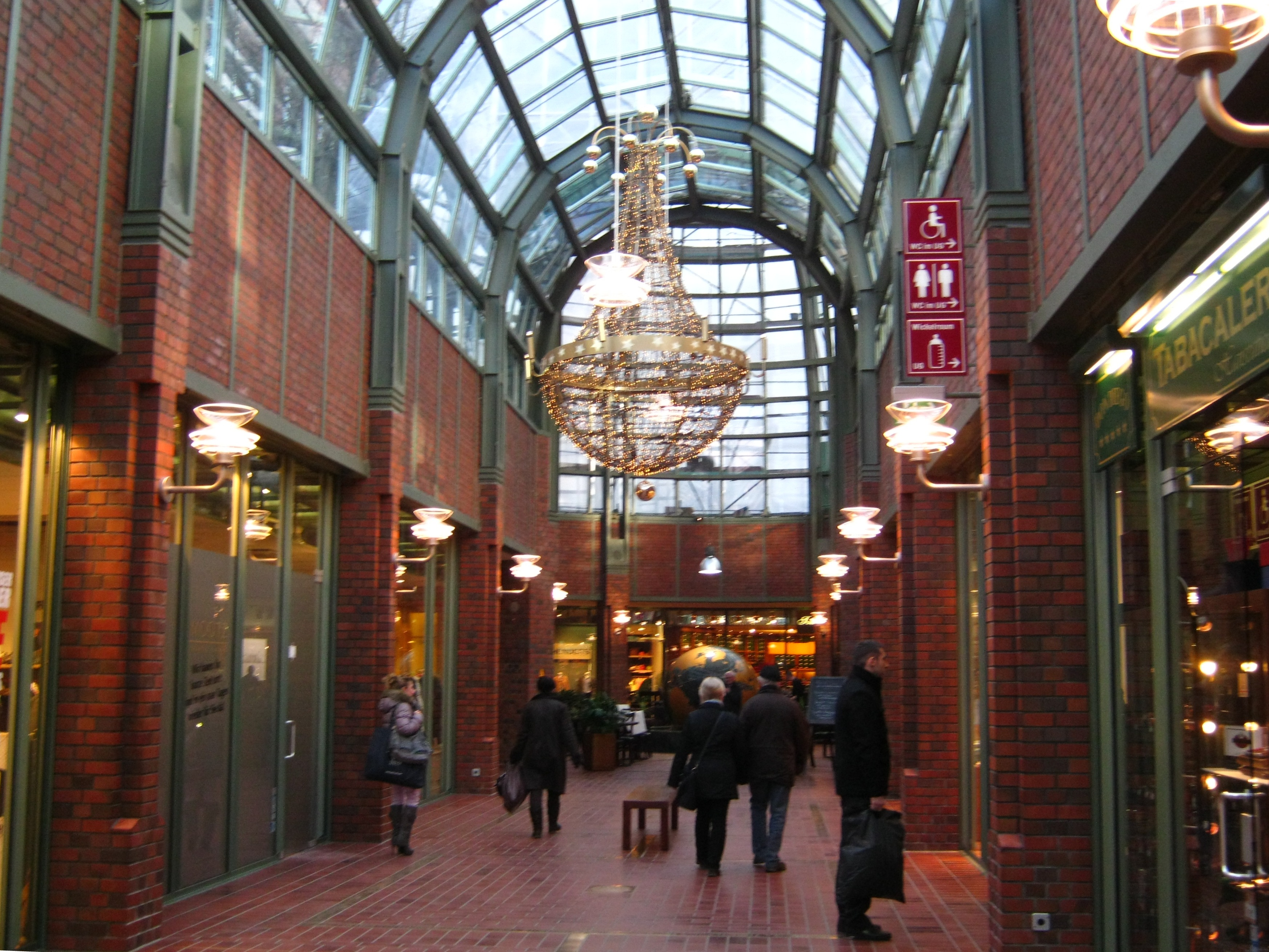
Passage in de Hans-Viertel (2013)

De hoofdingang bevindt zich op de hoek van de Poststraße en de Große Bleichen onder een gewelfde constructie van rode klinkers en bakstenen. Hier is een klokkenspel aangebracht met 23 bronzen klokken. Naar het ontwerp van de Hamburgse architecten Meinhard von Gerkan, Volkwin Marg en Partner werden de galerijen voorzien van lichtstraten uit glas en staal. Opvallen is de gewelfde koepel, waaronder een granieten wereldbol op het water draait. In de vloeren zijn motieven uit messing ingelegd met inscripties en wapens.

## Gebruik
Het gebouwencomplex Hanse-Viertel bestaat uit 45.000 m² en bestaat uit 60 winkels, vier restaurants, een parkeergarage met 440 parkeerplaatsen, 51 kantoorunits en 16 appartementen. De oppervlakte van de daadwerkelijke winkelgalerij is 9000m². Het Broschek-Haus behoort met zijn 10.000m² eveneens tot het complex. Het huisvest het Renaissance Hamburg Hotel van de Mariott Group.

## Trivia
Onder het klokkenspel bij de hoofdingang is een ongeveer twintig bakstenenrijen hoog lichter gedeelte, waar het woord "POLEN" in donkere klinkerstenen kan worden gelezen. Metselaars uit het Poolse Krakau hadden de stenen op kleur gesorteerd; de lichtere voor de achtergrond en de donkere voor de letters.